# Carlo Bonfanti (ciclista)
Carlo Bonfanti (Crema, 9 dicembre 1913 – Crema, 2001) è stato un ciclista su strada italiano, attivo come indipendente dal 1932 al 1936 e vincitore tra le altre della Milano-Mantova 1932.

## Palmarès
- 1932 (U.S. Milanese)

Milano-Mantova
- 1935 (individuale)

Gran Premio Agostano
- 1936 (A.S. Roma)

Coppa Sant'Angelo - Torino
Gran Premio Agostano
- 1938 (G.S. Spallanzani)

Coppa Della Vecchia
Corsa Premondiale di Codogno

### Altri successi
- 1933 (U.S. Crema)

Coppa Città di Arona (criterium)
Trofeo Mario Toniolo - Bassano del Grappa (criterium)